# Serafin (Tsujie)
Serafin, imię świeckie Noboru Tsujie (jap. 辻永昇 Tsujie Noboru; ur. 23 marca 1951 w Akicie) – japoński biskup prawosławny. W 2023 r. wybrany na metropolitę Tokio i całej Japonii, zwierzchnika Japońskiego Kościoła Prawosławnego.

## Życiorys
W 1969 rozpoczął naukę w szkole fotograficznej w Tokio, którą ukończył cztery lata później. Podjął następnie pracę w firmie reklamowej. W 1987 przyjął chrzest, otrzymując chrześcijańskie imię Andrzej na cześć św. apostoła Andrzeja. W tym samym roku wstąpił do prawosławnego seminarium duchownego w Tokio; ukończył je w 1990. Rok wcześniej biskup pensylwański Herman wyświęcił go na diakona-celibatariusza. Duchowny został skierowany do pracy duszpasterskiej w soborze Zmartwychwstania Pańskiego w Tokio. 18 sierpnia 1991 metropolita Tokio i całej Japonii Teodozjusz wyświęcił go na kapłana i skierował dodatkowo do pracy w kancelarii metropolitalnej Japońskiego Kościoła Prawosławnego oraz w seminarium duchowny w Tokio (jako inspektor).
20 sierpnia 1999 w ławrze Troicko-Siergijewskiej złożył wieczyste śluby zakonne z imieniem Serafin, na cześć świętego mnicha Serafina z Sarowa. 6 września tego samego roku otrzymał godność igumena, zaś 9 stycznia 2000 – archimandryty. 15 stycznia tego samego roku w soborze Trójcy Świętej w Monasterze Daniłowskim miała miejsce jego chirotonia na biskupa Sendai i wschodniej Japonii. Jako konsekratorzy w uroczystości wzięli udział patriarcha moskiewski i całej Rusi Aleksy II, metropolici miński i słucki Filaret, kruticki i kołomieński Juwenaliusz, smoleński i kaliningradzki Cyryl, sołnecznogorski Sergiusz, wołokołamski i juriewski Pitirim, arcybiskup istriński Arseniusz, biskup filipolski Nifon z Patriarchatu Antiochii, bronnicki Tichon, oriechowo-zujewski Aleksy oraz biskup Kioto Daniel.
W 2023 r. został wybrany na zwierzchnika Japońskiego Kościoła Prawosławnego z tytułem metropolity Tokio i całej Japonii.